# Jaroslav Jirkovský
Jaroslav Jirkovský (Prága, 1891. március 8. – Prága, 1966. augusztus 31.) csehszlovák olimpikon, Európa-bajnok jégkorongozó.

## Életpályája
Részt vett az 1924-es téli olimpián. Először kanadai válogatottól megsemmisítő 30–0-s vereséget szenvedtek el, majd a svéd válogatottól 9–3-ra kaptak ki, csak a svájci válogatottat tudták legyőzni 11–2-re. Így harmadikok lettek a csoportban és nem jutottak tovább és végül az ötödik helyen végeztek.
Több jégkorong-Európa-bajnokságon is játszott. Az 1911-es jégkorong-Európa-bajnokságon az akkor még a bohémiai jégkorong-válogatottban volt kerettag. Az 1912-es jégkorong-Európa-bajnokságon is aranyérmes lett, de ennek a tornának az eredményét utólag törölték, mert Ausztria is részt vett és ők nem voltak tagok. Az 1913-as jégkorong-Európa-bajnokságon ezüstérmes lett. Az 1921-es jégkorong-Európa-bajnokságon már a csehszlovák válogatottal vett részt és ezüstérmesek lettek. Az 1922-es jégkorong-Európa-bajnokságon aranyérmes lett. Az 1923-as jégkorong-Európa-bajnokságon bronzérmes lett. Az 1925-ös jégkorong-Európa-bajnokságon is aranyérmes lett. Az utolsó válogatottbeli szereplése az 1926-os jégkorong-Európa-bajnokság volt és ezüstérmes lett.
Klubcsapata a HC Slavia Praha, akikkel 1911-ben és 1912-ben bajnok lett.